# Convento de Madre de Dios (Sevilla)
El convento de Madre de Dios de Sevilla (Andalucía, España) pertenece a la orden dominica y forma parte de la donación realizada por la reina Isabel la Católica a estas religiosas, de una manzana de casas situadas junto a la parroquia de San Nicolás, en plena judería, en uno de los ejes históricos de entrada a la zona antigua de la ciudad, dentro del barrio de San Bartolomé.

## Historia
La fundación del convento se produjo el año 1472, promovido por Isabel Ruiz de Esquivel, viuda de Juan Sánchez de Huete. En 1495 una inundación del convento, que se encontraba entonces en la puerta de Triana (en algún lugar de la antigua calle Pajarera, actual calle Zaragoza), motivó la solicitud de ayuda a la reina Isabel I de Castilla, que les concedió unas casas de la antigua judería de Sevilla, pertenecientes a la comunidad judía.
La remodelación del convento comenzó en el año 1551 siendo objeto de una serie de privilegios por parte de Felipe III que hicieron que un buen número de aristócratas ingresaran en la orden.
En el aspecto histórico, la iglesia del convento puede considerarse como panteón de ilustres personalidades. Las estatuas yacentes de la capilla mayor, debidas a los escultores Juan de Oviedo y Miguel Adán, son las de doña Juana de Zúñiga, viuda de Hernán Cortés, y de su hija Catalina. Se encuentran también los enterramientos de tres bisnietas de Cristóbal Colón que profesaron en el convento y el de Beltrán de Cetina, padre del famoso poeta sevillano Gutierre de Cetina.

## Arquitectura

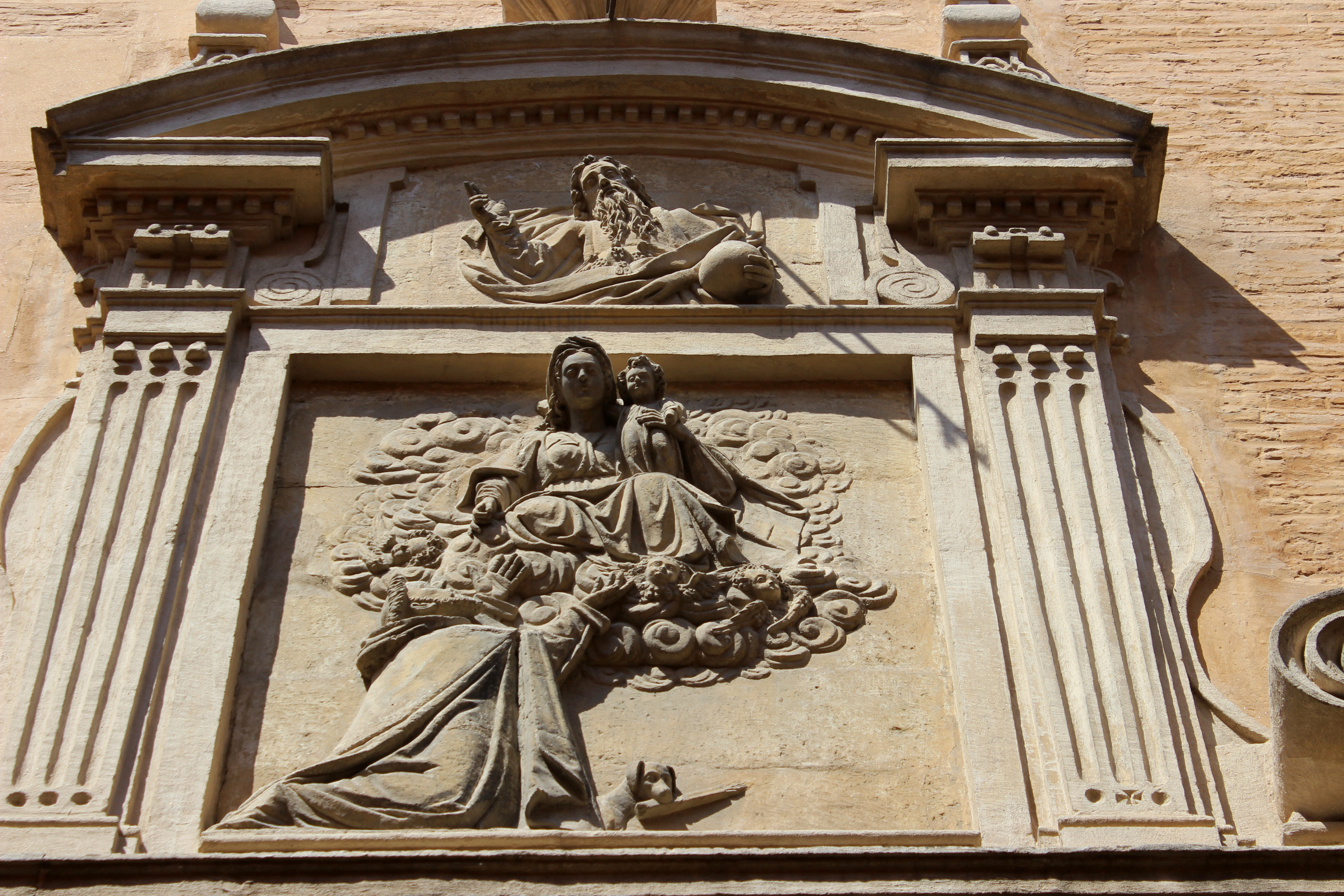
Convento de Madre de Dios. Sevilla.

El convento se organiza alrededor de tres elementos fundamentales fechables en el siglo XVI: la iglesia, un pequeño patio que hace las veces de claustro y otro de mayores dimensiones que sirve de jardín.
La construcción de la iglesia, terminada en 1572, se lleva a cabo bajo la dirección de los arquitectos Juan de Simancas y Pedro Díaz de Palacios. Es de las denominadas de tipo de cajón, de planta rectangular y nave única, rematada con cabecera cuadrada y coro alto y bajo a los pies. En su interior sobresalen los artesonados de la nave, de la capilla mayor y del forjado del coro.
Cuenta con una bella portada a la calle San José, obra de Juan de Oviedo y de la Bandera del año 1590 que presenta una notable vistosidad que destaca sobre el paño continuo y sobrio de la fachada del convento, con una hornacina central que representa la virgen entregando el rosario a Santo Domingo y Dios presidiendo la escena, por debajo el escudo de la casa real y de los dominicos.
El interior es de una sola y hermosa nave cubierta por artesones de rica lacería, de características mudéjares con cinco paños, fue contratado en 1564 por Francisco Ramírez, Alonso Ruiz y Alonso Castillo. Un arco toral sostenido por columnas dóricas con pinturas de Lucas de Valdés y antepechos de hierro forjado, ejecutados por Pedro de Valera, separa la capilla mayor del resto del cuerpo de la iglesia.
El retablo mayor, elaborado entre 1702 y 1704, fue obra de Francisco de Barahona y contiene esculturas de otros retablos primitivos debidas a Jerónimo Hernández. De los retablos laterales, el del Rosario muestra una interesante colección de relieves de las postrimerías del siglo XVI; los de los Santos Juanes han hecho pensar en la intervención de Gaspar Núñez Delgado, uno de los principales escultores premontañesinos. Muy notable también es el situado en el segundo altar del muro del Evangelio con la pintura que representa- el «Entierro de Cristo». 
La zona de clausura se organiza alrededor de un pequeño patio que hace las veces de claustro, siendo uno de sus lados medianero con el coro de la iglesia. Tiene planta cuadrada y dos plantas de altura, con galería adintelada con columnas de mármol sobre pedestales en ambas y vigas de madera en la planta baja. En torno a este patio se despliegan distintas dependencias tales como el refectorio y el despacho de la abadesa en la planta baja y las celdas en la planta superior, siendo además usado como cementerio de la comunidad.
El otro patio es de forma irregular con de tres galerías de tres alturas en algunos de sus tramos y a su alrededor se ubican parte de la antigua zona de dormitorios, la enfermería baja y algunas celdas. Hoy sirve de jardín y es lo que queda del primitivo huerto del convento, cuya fachada la componen la nave de la iglesia y una crujía lineal donde se encuentra la entrada, el torno, locutorios, la puerta reglar y de obras y vivienda del portero.
En 1868 las religiosas fueron exclaustradas, volviendo al convento a final del siglo XIX, aunque para esa fecha este ya había sido dividido, alojando algunas de sus estancias a diversas entidades públicas.
Junto a la portada de la iglesia se encuentra una placa de mármol explicativa de parte del proceso de formación de este convento, donde se incluye los nombres de algunos de los principales personajes y las fechas más destacables en su historia. El convento fue catalogado en 1971, como Bien de Interés Cultural, en la categoría de Monumento.